# Tawera Kerr-Barlow

a Compétitions nationales et continentales officielles uniquement.

b Matchs officiels uniquement.
Dernière mise à jour le 10 juin 2025.
Tawera Narada James Kerr-Barlow, né le 15 août 1990 à Melbourne (Australie) est un joueur international néo-zélandais de rugby à XV évoluant au poste de demi de mêlée. Il joue en équipe nationale avec les All Blacks, remportant un titre de champion du monde lors de la Coupe du monde 2015. Il évolue depuis 2017 en Top 14 sous les couleurs du Stade rochelais, avec qui il remporte la Champions Cup en 2023.

## Carrière

### En province et en franchise
Tawera Kerr-Barlow a un pedigree particulier pour un All Black puisque sa mère a été internationale avec l'équipe d'Australie de rugby à XV féminin. Il évolue dans les différentes sélections de jeunes de la province de Waikato.
Les performances de Tawera Kerr-Barlow lui permettent de faire ses débuts avec la franchise des Chiefs en 2011.
Tawera Kerr-Barlow fait partie de l'équipe des Chiefs qui remporte le Super Rugby en 2012 et en 2013. Ce sont les premiers titres de la franchise néo-zélandaise. Il est titulaire à 14 reprises en 2012 pour 16 matchs disputés, il est titulaire à 12 reprises en 2013. En 2014, il continue à jouer régulièrement le Super Rugby. Ce n'est plus le cas en 2015.

### En club avec le Stade rochelais
À partir de 2017, il fait partie de l'effectif du Stade rochelais en Top 14. Lors de la Coupe d'Europe 2021-2022, blessé à la main gauche en demi-finale, il ne participe pas à la finale gagnée par son équipe.
Fin mai 2025, La Rochelle annonce le départ de son joueur à l'issue de la saison.

### Signature au Stade français
Le 11 juin 2025, le Stade français annonce la signature du joueur néo-zélandais. 

### En équipe nationale
Tawera Kerr-Barlow joue avec la sélection scolaire néo-zélandaise. Il est également retenu avec l'équipe de Nouvelle-Zélande de rugby à XV des moins de 20 ans qui remporte le championnat du monde junior de rugby à XV 2010.
Tawera Kerr-Barlow fait ses débuts internationaux contre l'Écosse au Murrayfield Stadium le 11 novembre 2012. Il joue régulièrement de nouveaux matchs avec les All Blacks en 2013 tous comme demi de mêlée remplaçant. Il est titulaire contre le Japon le 2 novembre 2013 à Tokyo. Fin 2013, il a disputé 14 matchs avec les All Blacks pour 14 victoires mais une seule titularisation.
Il est sélectionné pour la Coupe du monde 2015 disputée en Angleterre. Il joue cinq matchs lors de la compétition, et marque deux essais. Préféré à TJ Perenara comme doublure d'Aaron Smith, il participe comme remplaçant au sacre mondial des All Blacks, après la victoire en finale face à l'Australie.

## Palmarès

### En club
- Vainqueur du Super Rugby en 2012 et 2013 avec les Chiefs.
- Vainqueur de la Champions Cup en 2023 avec le Stade rochelais.
- Finaliste du Challenge européen en 2019 avec le Stade rochelais.
- Finaliste de la Coupe d'Europe en 2021 avec le Stade rochelais.
- Finaliste du Top 14 en 2021 et 2023 avec le Stade rochelais.

### En équipe nationale
- Vainqueur du Championnat du monde junior en 2010.
- Vainqueur du Rugby Championship en 2013, 2014, 2016 et 2017.
- Vainqueur de la Coupe du monde en 2015.

## Statistiques en équipe nationale
Au 9 avril 2023, Tawera Kerr-Barlow compte 27 capes avec les All Blacks, pour un bilan de 26 victoires et une défaite. Sur ces rencontres, onze sont disputées dans le cadre du Rugby Championship, avec dix victoires et une défaite. Avec les Kiwis, il dispute une Coupe du monde en 2015. Il participe à quatre éditions du The Rugby Championship en 2013, 2014, 2016 et 2017.